# Плутонийалюминий
Плутонийалюминий — бинарное неорганическое соединение
плутония и алюминия
с формулой AlPu,
кристаллы.

## Получение
- Сплавление стехиометрических количеств чистых веществ:

{\displaystyle {\mathsf {Pu+Al\ {\xrightarrow {590^{o}C}}\ AlPu}}}

## Физические свойства
Плутонийалюминий образует кристаллы
кубической сингонии,

параметры ячейки a = 1,0769 нм.
Соединение образуется по перитектической реакции при температуре 590°С.
При температуре ниже 193°С соединение находится в метастабильном состоянии
(по другим данным  621 и 201°С, соответственно).

## Химические свойства
- Разлагается при нагревании:

{\displaystyle {\mathsf {AlPu\ {\xrightarrow {>590^{o}C}}\ Al_{2}Pu+Pu}}}
- При температуре ниже 193°С разлагается по схеме:

{\displaystyle {\mathsf {5AlPu\ {\xrightarrow {<193^{o}C}}\ 2Al_{2}Pu+AlPu_{3}}}}